# 1930 في المغرب
تحتوي هذه المقالة على أهم الأحداث التي شهدتها المغرب في 1930، إضافة إلى أهم الشخصيات المغربية المولودة والمتوفية في هذه السنة.

## الحكم
- السلطان: محمد الخامس
- الحكم للإدارة الفرنسية في المغرب الحماية الفرنسية على المغرب 1912 - 1956.

- منطقة شمال المغرب وقتها كانت تحت حكم إسبانيا.
- المغرب الحالي وقتها كان سلطنة وليس مملكة كان يحكمها سلطان وليس ملك. وكان يسمى بلاد مراكش وليس المغرب.

## الأحـداث
- 30 مايو 1930 - أصدر المحتل الفرنسي مايسمى "بالظهير البربري"، وهو قانون يمنع الأمازيغ في المغرب من التحاكم في قضاياهم المختلفة إلى الشريعة الإسلامية، وأن يتحاكموا إلى العرف.[1]
- 4 يوليوز 1930 - خرجت بعد صلاة الجمعة في فاس وسلا بالمغرب جموع المواطنين في مظاهرات واسعة تندد بالظهير البربري الذي أصدرته السلطات الفرنسية والسلطان.

## مواليد
- الحاجة الحمداوية، مطربة شعبية مغربية.
- محمد بلقاس، ممثل مسرحي كوميدي.
- إبراهيم العلمي، مطرب مغربي.
- محمد العلمي التازي، سياسي مغربي.
- الجيلالي الغرباوي، فنان تشكيلي مغربي.
- محمد السرغيني، شاعر وناقد مغربي.
- ميلود الشعبي، رجل أعمال مغربي.
- عائشة أميرة المغرب، أميرة من العائلة الحاكمة العلوية.
- أحمد عصمان، سياسي مغربي مؤسس حزب التجمع الوطني للأحرار.
- عبد السلام الهراس، باحث ومحقق ومفكر ومترجم وداعية مغربي.
- لحسن وكاك، شيخ وعالم مغربي.

## الـمراجع
1. ↑  إعدامات واغتيالات وطمس للهوية.. سجل فرنسا الأسود في المغرب نسخة محفوظة 2021-02-12 على موقع واي باك مشين.

## وصلات خارجية
- (فيديو): المغرب سوكانه عام 1930.
- (فيديو): العاصمة الرباط عام 1930.